# Nicolaus Bruhns

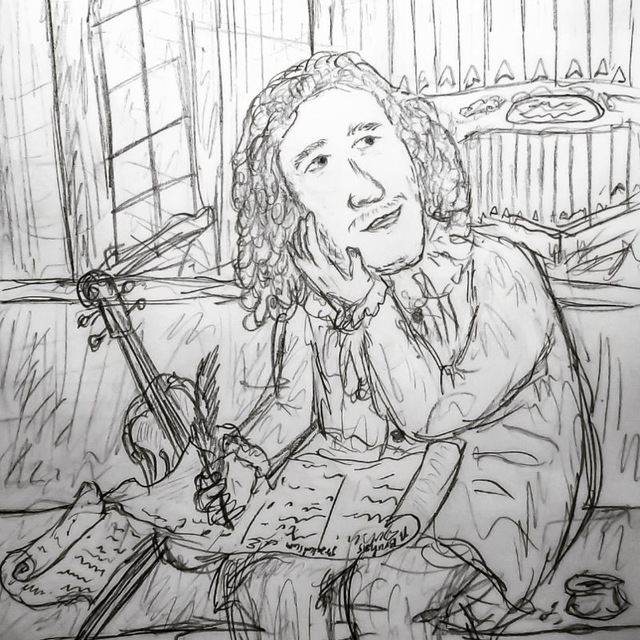
Nicolaus Bruhns

Nicolaus Bruhns (también Nikolaus, Nicolás) (Schwabstedt, 1665 - Husum, 29 de marzo de 1697) fue uno de los más grandes organistas y compositores de su tiempo. Estudió con Dieterich Buxtehude, que le consideraba como uno de sus mejores alumnos. 

## Vida

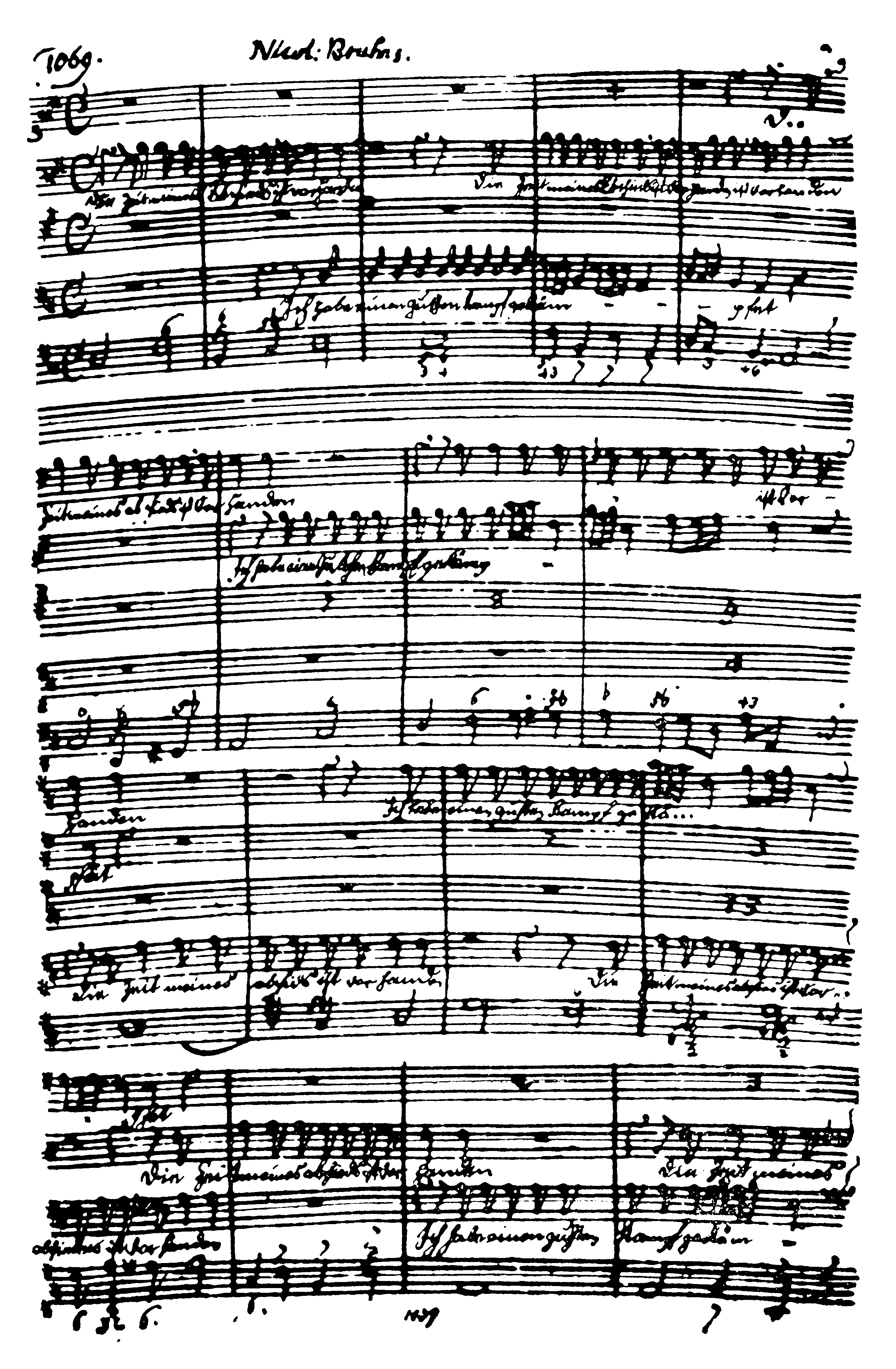
Comienzo de la cantata El tiempo de mi despedida está disponible de Nicolaus Bruhns. Copia de la colección de música creada por Georg Austria.

Inicialmente aprendió música de su padre Paul Bruhns (1640-89?), quien era organista en Schwabstedt y posiblemente era alumno de Franz Tunder. Posteriormente Bruhns estudió composición y órgano con Dieterich Buxtehude. Con la ayuda de Buxtehude, recibió un puesto como violinista y compositor en la corte de Copenhague, y en 1689 se convirtió en organista en la ciudad de Husum, su último puesto antes de su muerte a la temprana edad de 31 o 32 años. 
Aunque fue principalmente organista, fue uno de los mejores compositores de cantatas sagradas de su época. También compuso música de cámara, que lamentablemente se ha perdido. El hijo de Johann Sebastian Bach, Carl Philipp Emanuel Bach, le escribió al biógrafo de su padre Johann Nikolaus Forkel informándole de que su padre había admirado el trabajo de Bruhns. 

## Obras

### Vocal
- Muss der Mensch nicht auf dieser Erden in stetem Streite sein
- Ich habe Lust abzuscheiden
- O werter heil'ger Geist
- Hemmt Eure Traenenflut
- Lieja Ich und schlafe
- Jauchzet dem Herren alle Welt
- Wohl dem, der den Herren fürchtet
- De Profundis
- Paratum cor meum
- Meines Abschieds Die Zeit ist vorhanden
- Erstanden ist der heilige Cristo
- Der Herr hat seinen Stuhl im Himmel bereitet
- Mein Herz ist bereit

### Instrumental
Obras para órgano
- Praeludium en e-Moll
- Praeludium en e-Moll
- Choralphantasie:Nun Komm der Heiden Heiland
- Praeludium en G-Dur
- Fragmento eines Praeludiums D-Dur
- Praeludium en g-Moll